# Turzysk (gmina)
Turzysk – dawna gmina wiejska istniejąca do 1939 roku w woj. wołyńskim (obecnie na Ukrainie). Siedzibą gminy był Turzysk.
W okresie międzywojennym gmina Turzysk należała do powiatu kowelskiego w woj. wołyńskim. Według stanu z dnia 4 stycznia 1936 roku gmina składała się z 36 gromad. Po wojnie obszar gminy Turzysk wszedł w struktury administracyjne Związku Radzieckiego.